# Bohumil Kudrna
Bohumil Kudrna (n. 15 martie 1920, Brandlín⁠(d), Boemia de Sud, Cehia – d. 11 februarie 1991, Praga, Cehoslovacia) a fost un canoist ce a reprezentat Cehoslovacia, medaliat olimpic. A participat la 2 ediții ale Jocurilor Olimpice (1948, 1952) în care a câștigat o medalie de aur și o medalie de argint.